# Äktasjön
Äktasjön är en sjö i Borås kommun i Västergötland och ingår i Viskans huvudavrinningsområde. Sjön är 14 meter djup, har en yta på 0,181 kvadratkilometer och befinner sig 159 meter över havet. Sjön avvattnas av vattendraget Lillån.

## Delavrinningsområde
Äktasjön ingår i det delavrinningsområde (639675-132276) som SMHI kallar för Inloppet i Storsjön. Medelhöjden är 170 meter över havet och ytan är 5,32 kvadratkilometer. Räknas de 3 avrinningsområdena uppströms in blir den ackumulerade arean 33,3 kvadratkilometer. Lillån som avvattnar avrinningsområdet har biflödesordning 2, vilket innebär att vattnet flödar genom totalt 2 vattendrag innan det når havet efter 79 kilometer. Avrinningsområdet består mestadels av skog (86 %). Avrinningsområdet har 0,28 kvadratkilometer vattenytor vilket ger det en sjöprocent på 5,2 %. Bebyggelsen i området täcker en yta av 0,1 kvadratkilometer eller 2 % av avrinningsområdet.